# Нонна Назианзская
Нонна Назианзская (ум. после 374 года) — супруга святителя Григория Назианзина Старшего, мать Григория Богослова. Почитается в лике святых, память совершается в Православной церкви 5 августа (по юлианскому календарю), в Католической церкви 5 августа.

## Жизнеописание
Нонна была христианкой, стала женой богатого аристократа из города Назианз на юго-западе Каппадокии. Её супруг Григорий принадлежал к секте ипсистариан. Её сын Григорий Богослов пишет:

…жена, данная Богом моему родителю, была для него не только сотрудницей, что ещё не очень удивительно, но предводительницей. Она сама, и словом и делом, направляла его ко всему превосходному. <…> день и ночь припадала к Богу, в посте и со многими слезами просила у Него даровать спасение главе её и неутомимо действовала на мужа, старалась приобрести его различными способами…

Под влиянием Нонны её муж Григорий принял христианство и в 325 году обратился к участникам Первого Вселенского собора с просьбой о крещении После этого Нонна «показала на себе пример доброй пасомой», оставаясь при этом для мужа «не только украшением, но и образцом добродетели».
Долгое время Нонна была бездетной и дала обет в случае рождения ребёнка посвятить его Богу. Во сне ей было видение будущего ребёнка, и было названо его имя. Первенцем стал Григорий Богослов, который всю свою жизнь помнил об этой истории и воспринимал свою жизнь как исполнение обета своей матери. Вероятно, именно святая Нонна оказала решающее влияние на воспитание своих детей Григория, Кесария и Горгонии в духе христианского благочестия.
В 374 году скончался супруг Нонны. Вскоре умерла и она — скончалась во время молитвы в храме. Потрясённый смертью родителей Григорий Богослов написал в их честь ряд эпитафий, среди которых есть такие слова о его матери :
Молившейся здесь некогда Нонне Бог сказал свыше:

«Прииди!» Она же охотно разрешилась от тела

Обеими руками — одной держась за престол,

А другой молясь: «Будь милостив, Христос Царь!»

## Семья
Супруг — Григорий Назианзин Старший. Дети:
- Григорий Богослов (329—389)
- Кесарий Назианзин (около 331 — после 368)
- Горгония († ок. 372)

Все члены семьи Нонны почитаются как святые.